# Ignaz Günther
Pour les articles homonymes, voir Günther.
Franz Ignaz Günther, né le 22 novembre 1725 à Altmannstein et mort le 27 juin 1775 à Munich, est l'un des maîtres du rococo du Saint-Empire méridional, en particulier de Haute-Bavière. Ses sculptures de bois polychromes sont le témoignage d'une élégance subtile et raffinée.

## Biographie
Ignaz Günther apprend le métier d'ébéniste et de menuisier dans l'atelier de son père Johann Georg (1704-1783) et de son grand-père Johann Leonhard (1673-1738), auteurs de retables raffinés de la région. Il est l'élève de Johann Baptist Straub à Munich de 1743 à 1750. Il poursuit son apprentissage à Salzbourg (1750), puis dans l'atelier de Paul Egell (en) à Mannheim (1751-1752) et à Olmütz en Moravie (1752). Il suit ensuite les classes de sculpture à l'Académie de Vienne pendant l'année 1753 et reçoit le premier prix.
Il est appelé par le prince Maximilien III Joseph de Bavière à Munich en 1754. Il se marie en 1757 avec Maria Magdalena Hollmayr, fille d'un marchand d'argenterie et orfèvre d'Huglfing renommé, qui lui donnera neuf enfants.
Ignaz Günther travaille avant tout pour des commandes d'églises, à une époque d'épanouissement de l'art sacré baroque, des Alpes du Nord à l'Allemagne du Sud. Ses sculptures de bois et ses retables sont souvent recouverts de stuc, puis dorés ou peints. Ses sculptures sont pleines de mouvement et ses personnages longilignes et élégants. On distingue la finesse de son saint Pierre Damien pour l'abbaye de Rott (de) (1760-1762) ou de sainte Hélène pour l'abbaye de Neustift.
Il est inhumé dans l'ancienne église abbatiale de Rott am Inn.
Un musée lui est consacré dans sa ville natale d'Altmannstein.

## Œuvres principales

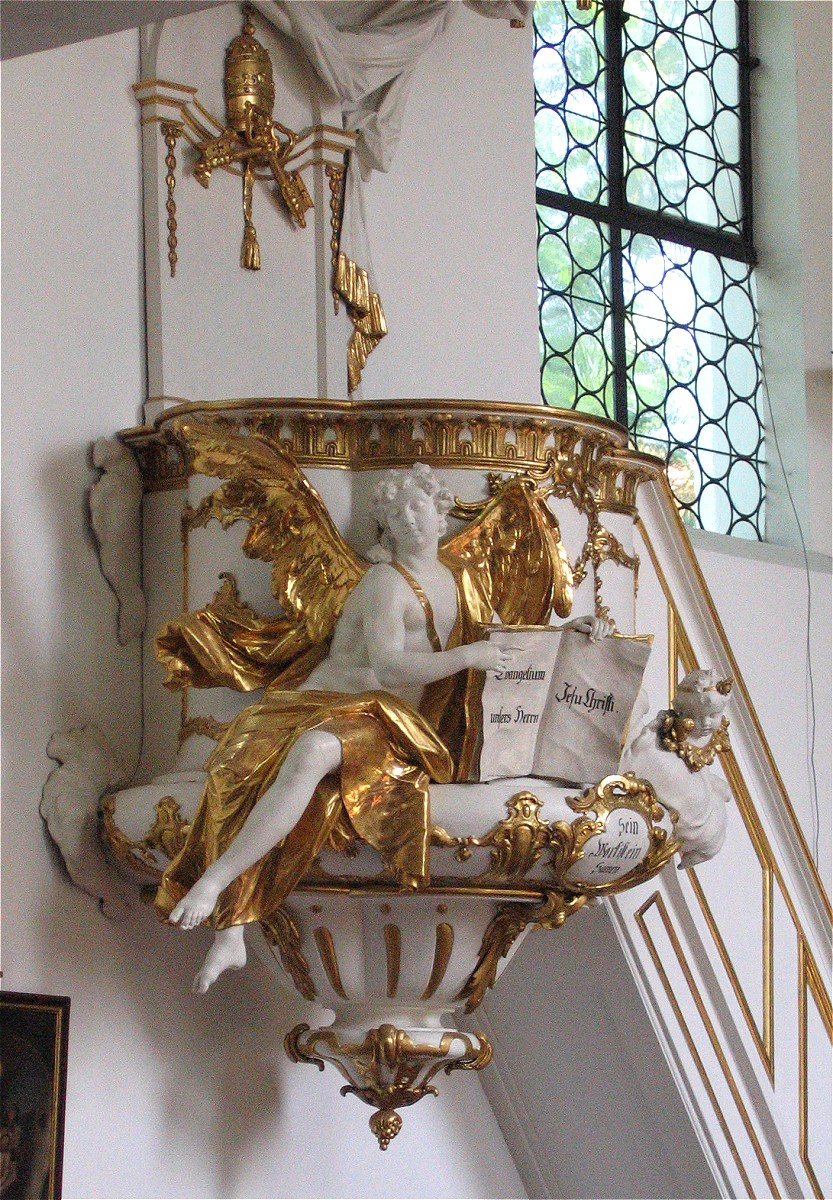
Chaire de l'église Saint-Georges de Bogenhausen

- Avant 1748 : Reisach am Inn, couvent des carmélites (disparu), Vierge à l'Enfant assise de l'autel de saint Simon Stock
- 1750 : couronnement d'un poêle de faïence (aujourd'hui au musée régional de Carlsruhe)
- 1752-1753 : église de la Trinité de Geppersdorf (Koprivna) en Bohême.
- 1755 : église Saint-Pierre de Munich, autel du Saint-Sacrement, statue de saint Charles Borromée ; monuments funéraires de la famille Wachenstein et du comte Joseph Ignaz von Unertl (1759)
- 1754 : Christ aux liens
- 1755 : saint Rupert avec la Madone d'Altötting et Crucifixion (collection privée à Bamberg)
- 1755-1760 : saint Pierre, saint Paul et saint Maurice, église de Röttenbach (Moyenne-Franconie)
- 1755-1760 : église de Dietfurt : deux anges agenouillés
- 1756 : église de l'abbaye de Neustift (Freising) : maître-autel
- 1758 : église d'Eiselfing : Pietà
- 1758-1759 : église abbatiale de l'abbaye de Benediktbeuern, chapelle Sainte-Anastasie : deux autels latéraux
- 1760 : église Saint-Maurice (Ingolstadt) : statue de l'Immaculée Conception et autel sud
- vers 1760 : statue de l' Immaculée Conception agenouillée sur des nuages et saint Michel -Archange triomphant du démon (Musée de Berlin)
- vers 1760 : église Saint-Jean-Népomucène de Munich : monument funéraire du baron Zech von Neuhofen
- 1761 : château de Sünching : décor et boiseries de la salle de bal
- 1763 : église de la Bürgersaal à Munich : anges gardiens
- 1763 : château de Schleissheim : stucs de la salle de billard, décor de la grande salle-à-manger, etc.
- 1763 : église de l'abbaye de Rott (arrondissement de Rosenheim), décors de stuc et maître autel, autels latéraux, statues de sainte Cunégonde, de la Trinité, de saint Henri, de saint Corbinien, de saint Ulrich
- 1763-1764 : église des Augustins de Weyarn (arrondissement de Miesbach) : autels, Annonciation, Pieta, saint Valère, croix de procession, etc.
- 1763-1764 : église de pèlerinage Sainte-Anne à Harlaching, près de Munich : autels et chaire
- 1763 : église Saint-Égide de Gmund am Tegernsee : autel latéral nord
- 1764 : église de la Sainte-Croix d'Altmannstein : décor en stuc et crucifixion
- 1764-1770 : église Saint-Jacques de Vierkirchen : crucifixion et statue de Notre-Dame des Douleurs
- 1767 : église du couvent dominicain d'Altenhohenau : autels
- 1766-1768 : église Saint-Joseph de Starnberg : maître-autel et chaire
- 1770 : église Saint-Antoine d'Ingolstadt : Mater Dolorosa
- autour de 1770 : abbaye de Mallersdorf : stucs
- 1770-1775 : église Saint-Georges de Bogenhausen : deux autels latéraux et chaire
- 1771-1772 : cathédrale Notre-Dame de Munich : stucs au-dessus de cinq portails
- 1774 : chapelle du cimetière de Nenningen (de) : Pieta